# Callicebus lucifer
Callicebus lucifer là một loài động vật có vú trong họ Pitheciidae, bộ Linh trưởng. Loài này được Thomas mô tả năm 1914.